# Die Thronfolgerin
Die Thronfolgerin (Originaltitel: Young Bess) ist ein US-amerikanischer Historienfilm über die Jugend von Elisabeth I. aus dem Jahr 1953. Als literarische Vorlage diente der Roman Die junge Bess (Originaltitel: Young Bess) von Margaret Irwin.

## Handlung
16. November 1558. Es ist der Vortag der Thronbesteigung der 25-jährigen Elisabeth I. von England. Auf Schloss Hatfield House erinnern sich ihre Zofe und Erzieherin Mrs. Ashley und Mr. Parry an die Kindheit der neuen Königin:
Elisabeth, von ihrem Vater Heinrich VIII. „Bess“ gerufen, ist sehr von seinen Launen und denen ihrer jeweiligen Stiefmütter abhängig. Schon sehr früh verliert sie ihre Mutter Anne Boleyn, die zweite Ehefrau Heinrichs, die zusammen mit ihren drei Liebhabern enthauptet wird. Das gleiche Schicksal erleidet auch Catherine Howard, Heinrichs fünfte Ehefrau. Andere Ehen werden im Nachhinein für nichtig und die Kinder aus diesen Ehen zu Bastarden erklärt. Lediglich Bess’ jüngerer Halbbruder Eduard, der Sohn von Heinrichs dritter Ehefrau Jane Seymour, die im Kindbett starb, ist der vom König lang erwartete und legitime Thronfolger. Mal lebt Bess bei ihrem Vater, mal wird sie nach Hatfield House abgeschoben, je nach Laune ihres Vaters und Ausgang der aktuellen Ehe. Die junge Prinzessin leidet unter der ständigen Unsicherheit.
Als Heinrich zum sechsten und letzten Mal heiratet, diesmal Catherine Parr, befindet sich Bess, mittlerweile Teenager, wieder einmal in der Gunst ihres Vaters und soll am Hof leben. Lord Thomas Seymour ist gekommen, um sie von Hatfield House abzuholen. Sie traut dem Angebot nicht und weigert sich zunächst, doch er kann sie überreden. Sein Verständnis für ihre Situation und seine Bewunderung für ihre verfemte Mutter lassen Bess Gefühle für Thomas entwickeln. Mit ihrer neuen, verständnisvollen Stiefmutter kommt sie gut aus, ebenso mit ihrem noch sehr jungen Halbbruder Eduard VI. Ihre Zuneigung gilt unverändert ihrem Schwarm Thomas „Tom“ Seymour. Dieser wiederum ist der Lieblingsonkel Eduards, der bald Fürst von Wales und Thronerbe wird. In der weiteren Thronfolge rangieren seine ältere Halbschwester Mary, Tochter von Heinrichs erster Ehefrau Katharina von Aragon, und Bess selbst. Tom wird Flottenadmiral und kann im Seekrieg mit den Franzosen Erfolge erzielen. Unterstützt wird er beim Aufbau einer englischen Flotte von Bess, die selbst recht bewandert auf diesem Gebiet ist und davon träumt, ihre Schiffe in die Neue Welt zu entsenden.
Heinrich VIII. ist seit längerem kränklich. Bevor er nach 37-jähriger Regierung stirbt, beruft er Tom in den Kronrat und bittet ihn, auf Eduard aufzupassen. Bess und Catherine, die ihren königlichen Gatten vorübergehend mit dem protestantischen Gedankengut bekannt gemacht hat, treten in die zweite Reihe. Doch kurz nach Heinrichs Tod ändert der Kronrat Heinrichs Bestimmungen und ernennt Ned Seymour, Toms Bruder, zum Lordprotektor und offiziellen Vormund für den minderjährigen König Eduard VI. Tom ist mittlerweile Großadmiral und äußerst erfolgreich, sehr zum Missfallen von Bruder und Schwägerin. Bess’ Gefühle für Tom sind weiterhin unverändert, was das Misstrauen von Neds Ehefrau Anne Seymour erregt. Doch schnell stellt sich heraus, dass Tom die Königswitwe Catherine liebt. Als Bess die beiden zufällig bei einem heimlichen Treffen beobachtet, ist sie zunächst tief betroffen. Dann aber bringt sie mit Eduards Hilfe die beiden endgültig zusammen. Catherine, die ahnt, dass das junge Mädchen ihre Heirat mit Tom ermöglicht hat, lädt sie ein, in ihrem Haus wohnen zu bleiben.
Bald allerdings soll Bess selbst heiraten. Diplomatische Kontakte zu Dänemark werden aufgenommen. Während eines Balls lässt sich Bess von Toms Knappen Barnaby Fitzpatrick küssen, um Tom eifersüchtig zu machen. Der dänische Gesandte, der sie ertappt, bricht daraufhin die Eheverhandlungen ab. Auf dem Heimweg macht Tom Bess Vorwürfe, dass sie wie ihre Mutter enden und ihre Liebhaber auf das Schafott bringen wird, wenn sie nicht vorsichtiger ist. Seine Eifersucht führt schließlich nach einer heftigen Auseinandersetzung dazu, dass Bess ihm ihre Liebe gesteht. Catherine bleiben diese Dinge nicht verborgen. Sie spricht Bess auf ihre Gefühle an und bittet sie, ihrer Liebe zu Tom entweder zu entsagen oder auszuziehen. Schweren Herzens verlässt Bess ihre geliebte Stiefmutter, die bald krank wird. Catherine ist bereits bettlägerig, als sie und Tom sich aussprechen. Sie gesteht ihm ihre Ängste, worauf er ihr versichert, dass er sie nicht wegen Bess verlassen wird, obwohl er, wie Catherine erkennt, beide Frauen liebt.
Ein Jahr später ist Catherine tot und Bess hat Tom seitdem nicht mehr gesehen. Dieser ist die meiste Zeit auf See, wo er gegen Piraten kämpft. Doch bei diesen Aufeinandertreffen fällt er einer Intrige seines Bruders zum Opfer und wird des Hochverrats bezichtigt. Ein letztes Mal begibt sich Tom zu Bess, um sich von ihr zu verabschieden, bevor er sich in London verantworten muss. Er wird im Tower of London inhaftiert und soll auf dem Schafott enden. Als Mitwisserin wird auch Bess vor den Kronrat zitiert. Kämpferisch tritt sie gegen den Lordprotektor auf und beschuldigt ihn des Brudermords aus Neid. Mit Unterstützung ihres Bruders Eduard wird sie schließlich freigesprochen. Tom aber kann nicht mehr gerettet werden, er wird hingerichtet. Daraufhin erwähnt Bess nie wieder seinen Namen.
16. November 1558. Mrs. Ashley und Mr. Parry sind mit ihren Erinnerungen wieder in der Gegenwart. Der 15-jährige Eduard VI. ist schon länger tot. Bess’ Halbschwester Mary, von 1553 bis 1558 Königin, liegt im Sterben und Ned wurde ebenfalls hingerichtet. Da geht die Tür auf, und Elisabeth I. besucht ihre treue Dienerschaft von damals.

## Hintergrund
Der von MGM in Technicolor gedrehte Film nimmt es mit den historischen Fakten nicht genau. So wurde etwa Edward (Ned) Seymour im Film negativer dargestellt, als er in Wirklichkeit war, während man Thomas Seymour sympathischer machte.
Deborah Kerrs Rolle war hier vergleichsweise klein, während Jean Simmons, die in den 1950er Jahren mit Stewart Granger verheiratet war, die Hauptrolle innehatte. In dem Nonnendrama Die schwarze Narzisse aus dem Jahr 1947 war die Rollenverteilung der beiden umgekehrt. Charles Laughton hatte die Rolle des Königs Heinrich VIII. bereits 1933 in Das Privatleben Heinrichs VIII. gespielt und wurde für seine damalige Interpretation mit einem Oscar ausgezeichnet.

## Kritiken
„Als Zeitgemälde in Kostüm und Ausstattung sorgfältig gestaltet, dramaturgisch gepflegt und schauspielerisch solide“, urteilte das Lexikon des internationalen Films.

## Auszeichnungen
Der Film war 1954 in den Kategorien Bestes Szenenbild/Farbe (Cedric Gibbons, Urie McCleary, Edwin B. Willis, Jack D. Moore) und Bestes Kostümdesign/Farbe (Walter Plunkett) für den Oscar nominiert, ging jedoch leer aus.

## Synchronisation
Die deutsche Synchronfassung entstand im MGM-Synchronisations-Atelier in Berlin.
| Rolle               | Darsteller       | Synchronsprecher    |
| ------------------- | ---------------- | ------------------- |
| Bess                | Jean Simmons     | Maria Körber        |
| Thomas Seymour      | Stewart Granger  | Axel Monjé          |
| Catherine Parr      | Deborah Kerr     | Edith Schneider     |
| Heinrich VIII.      | Charles Laughton | Walther Suessenguth |
| Mrs. Ashley         | Kay Walsh        | Roma Bahn           |
| Anne Seymour        | Kathleen Byron   | Alice Treff         |
| Mr. Parry           | Cecil Kellaway   | Walter Werner       |
| Mr. Mums            | Leo G. Carroll   | Alfred Balthoff     |
| Lady Tyrwhitt       | Norma Varden     | Elfe Schneider      |
| dänischer Gesandter | Ivan Triesault   | Wolf Martini        |